# Nizozemska ženska rukometna reprezentacija
Nizozemska ženska rukometna reprezentacija predstavlja državu Nizozemsku u športu rukometu.
Krovna organizacija:

## Nastupi na OI
- 2016.: 4. mjesto

## Nastupi naEP
1994.: ...

1996.: ...

1998.: ...

2000.: ...

2002.: ...

2004.: ...

2006.: 15.